# Maschinenfabrik Seydelmann
Die Maschinenfabrik Seydelmann KG ist ein deutsches Unternehmen für Maschinen und Anlagen zur Nahrungsmittelproduktion. Außerdem entwickelt das Unternehmen vollautomatisierte Produktionslinien. Vorwiegend sind die Maschinen und Produktionslinien bei der Herstellung von Wurst- und Fleischwaren im Einsatz, aber auch bei der Produktion von Fleischersatzprodukten aus pflanzenbasierten Proteinen, Käse-, Gemüse- und Fischprodukten sowie in der Süßwaren-, Suppen-, Backwaren-, Babynahrungs- und Pharmaindustrie.
Firmensitz ist Stuttgart, Produktionsstandort ist Aalen, beides in Baden-Württemberg. Das mittelständische Familienunternehmen in sechster Generation beschäftigt derzeit 445 Mitarbeiter und arbeitet weltweit mit einem Netzwerk aus selbständigen Vertriebspartnern. Die Maschinen werden auf fünf Kontinente und in über 150 Länder eingesetzt. Der Exportanteil liegt bei 80 Prozent.

## Geschichte

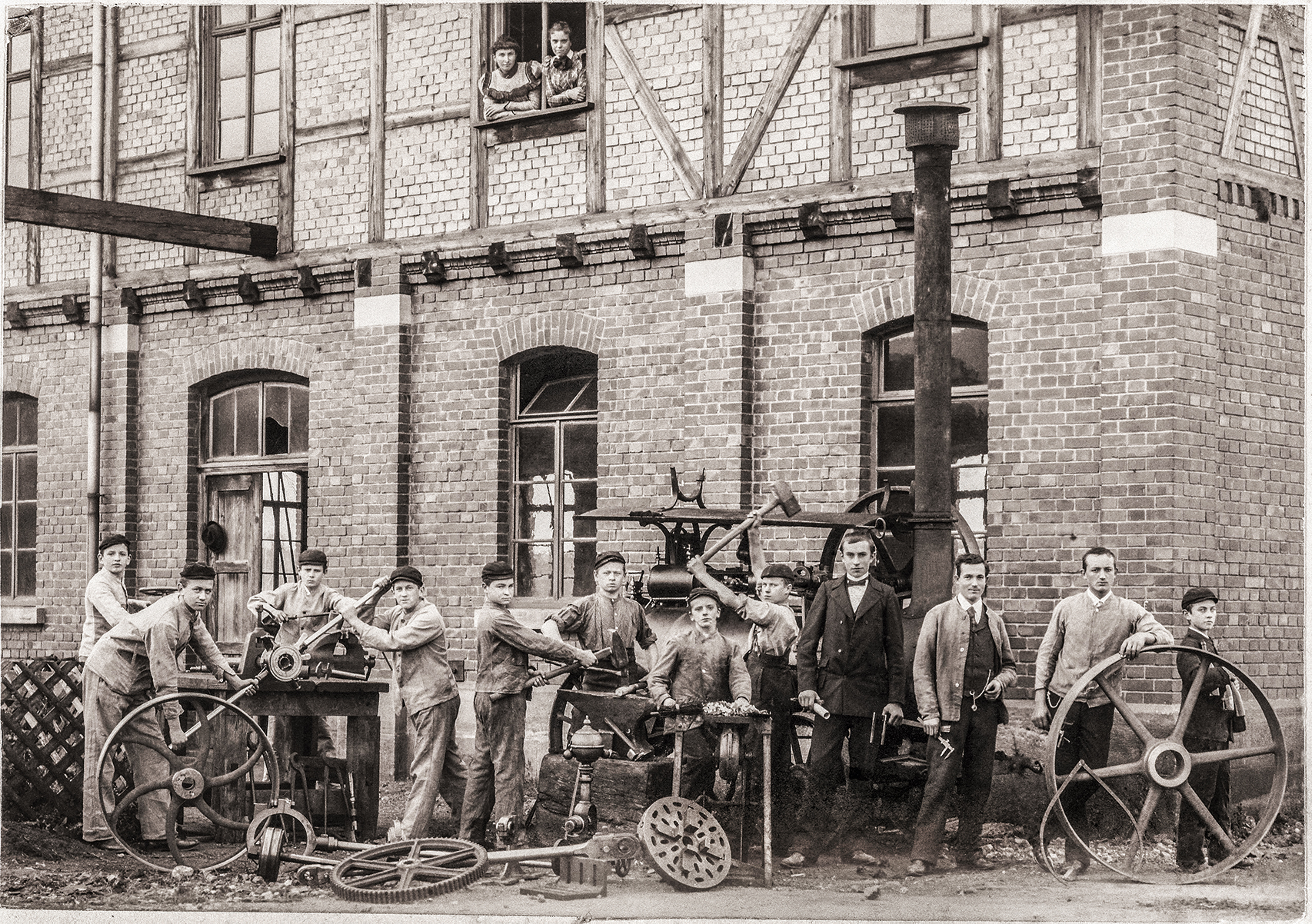
Firmenbelegschaft Seydelmann (ca. 1885)

Das Unternehmen geht zurück auf die 1843 von Andreas Seydelmann im Stadtzentrum von Aalen gegründete Mechanische Werkstätte, wo er unter anderem Dampfmaschinen, Feuerwehrspritzen sowie Luft- und Wasserpumpen baute. Im Jahr 1885 übernahm Louis Seydelmann die Werkstatt und zog zum heutigen Produktionsstandort an den Stadtrand von Aalen um. Die Metzger des benachbarten Schlachthofes baten ihn um den Bau einer Maschine zur Fleischzerkleinerung zum Zweck der Wurstherstellung. Der Erfolg dieser Fleischhackmaschine legte den Grundstein für den Geschäftsbereich Maschinen zur Lebensmittelverarbeitung.

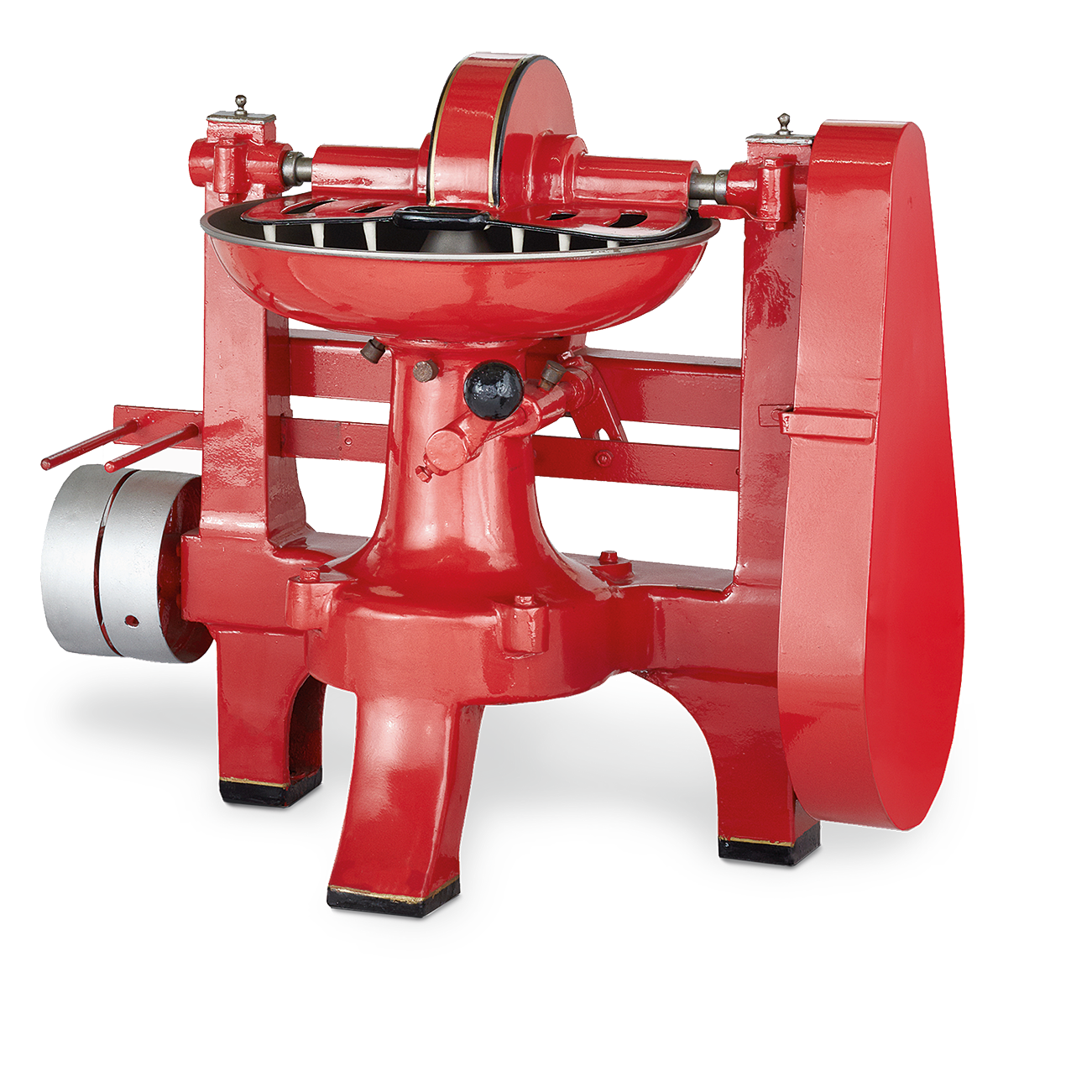
Seydelmann Kutter „Blitz“ (1910)

Als Maschinenbauingenieur verband sein Sohn, Louis Seydelmann der Jüngere, die Erfahrung seiner Vorfahren mit neusten technologischen Erkenntnissen. Er baute erste transmissionsgetriebene Kutter und Wölfe. Die damals gängige Technik der Fleischzerkleinerung mit Wiegeblöcken ließ nur wenige Schnitte pro Minute zu. Daher war der 1910 von ihm entwickelte Kutter Blitz mit bis zu 800 Umdrehungen pro Minute eine bahnbrechende Konstruktion.

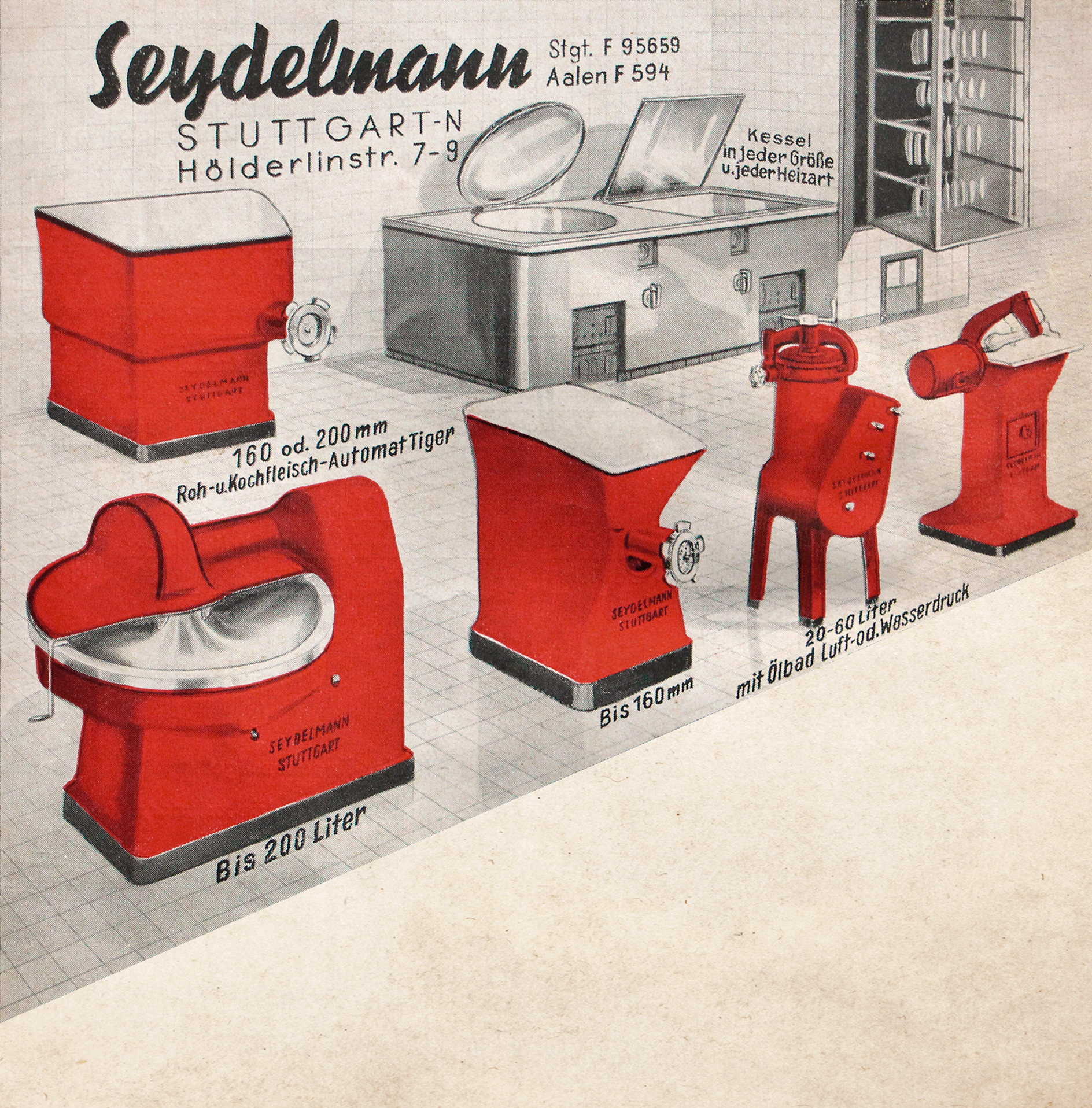
Historische Zeitungsanzeige für Seydelmann-Produkte (1951)

Neben Fleischereimaschinen produzierte Seydelmann vor dem Zweiten Weltkrieg unter anderem sämtliche Maschinen zur Fleischverarbeitung, wie Füllmaschinen, Knochensägen, Kochkesseln, Rauchanlagen sowie Laden- und Schlachthauseinrichtungen und Werkzeugmaschinen. Als nach Kriegsende die Bevölkerungsversorgung mit Nahrung zur Priorität wurde, konzentrierte man sich auf die Herstellung von Maschinen zur Fleischverarbeitung wie Kuttern und Wölfen, Rauchanlagen und den Ladenbau. Unter der Leitung der Brüder Ludwig und Horst Seydelmann begann die Expansion zum weltweit tätigen Unternehmen.

Seydelmann Hochleistungskutter K 120 und Automatenwolf AE 130

In den folgenden Jahrzehnten wurden die Maschinen leistungsfähiger und die Kutter erhielten Rückwärtsgänge zum Untermischen von Grobanteilen ins Wurstbrät. Entscheidend war auch die Fertigung der Maschinenteile aus Edelstahl und die Umstellung kraftintensiver Arbeitsvorgänge wie Be- und Entladung auf hydraulische Unterstützung. Für die Wölfe wurde ein bahnbrechender Trennschneidsatz entwickelt und patentiert, um die Qualität des Hackfleisches zu erhöhen und Hartteile wie Sehnen, Knorpel, Knochensplitter und Fremdpartikel auszusortieren.
Neueste fleischtechnologische Erkenntnisse führten in den 1970er Jahren zur Entwicklung des Vakuum-Kutters. Die Konstruktion wurde patentrechtlich geschützt und setzte sich als Standard in der Industrie durch. Wenig später folgte der erste Kochkutter. Dieser ermöglicht das Kuttern und Kochen im selben Arbeitsgang und führt zu Zeitersparnis und Qualitätsverbesserung, da geschmackstragende Stoffe, die sonst mit dem Kochwasser verloren gingen, erhalten bleiben.

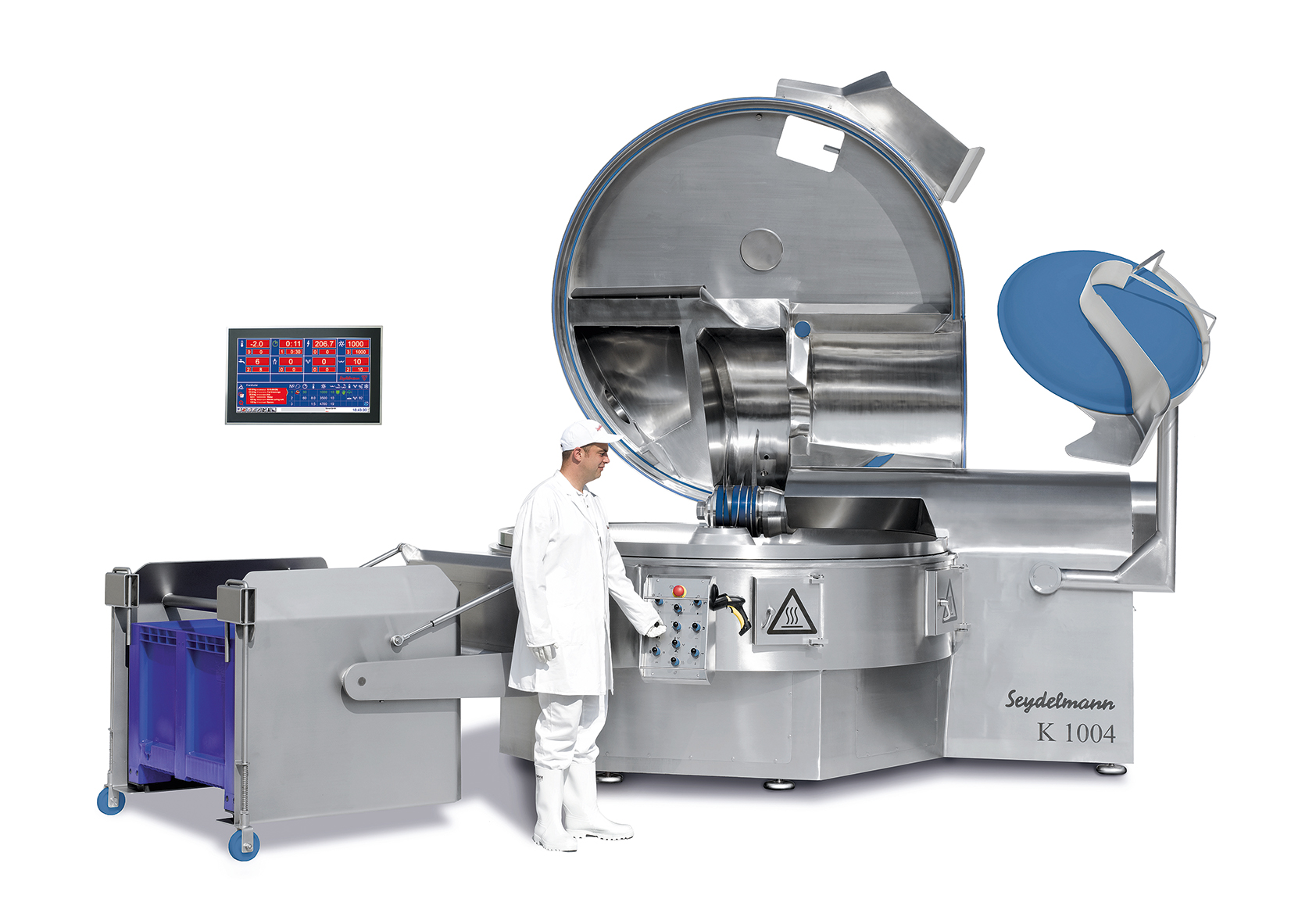
Seydelmann Vakuum-Koch-Kutter K 1004 AC-8

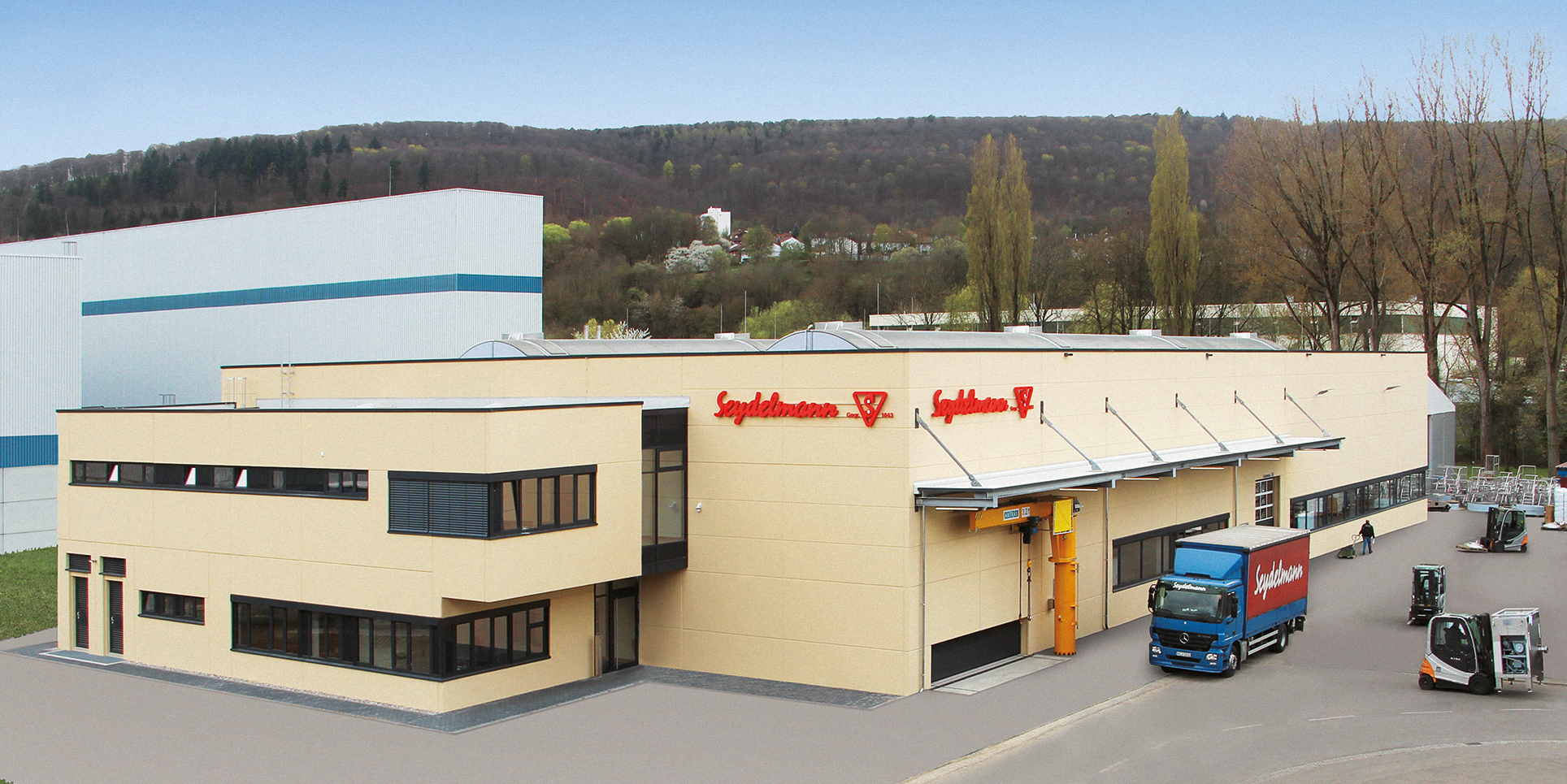
Seydelmann Neubau Zerspanung (2016)

Mit einem patentierten berührungsfreien Lochscheibensystem für Feinstzerkleinerer wurde das Problem des Metallabriebs im Wurstbrät gelöst und 2016 auf der IFFA (Internationale Fleischwirtschaftliche Fachmesse) ein Vakuum-Feinstzerkleinerer, der mit einem mehrstufigen Vakuumsystem an Trichter, Pumpe und Schneidsatz ausgestattet ist, und so eine höhere Qualität, bessere Ressourceneffizienz und  längere Haltbarkeit des Produkts erreicht, präsentiert. Drei Jahre zuvor wurde dort mit dem K 1004 AC-8 der weltgrößte Vakuum-Koch-Kutter mit einem Schüsselinhalt von 1000 Litern vorgestellt.

## Produkte
- Kutter
- Wölfe
- Mischer
- Normwagentumbler
- Feinstzerkleinerer
- Produktionslinien

## Anwendungen
- Fleisch- und Wurstwaren
- vegane und vegetarische Produkte
- Süßwaren
- Tiernahrung
- Babynahrung
- Käse
- Obst- und Gemüseverarbeitung
- Fischprodukte
- Convenience-Produkte
- Backwaren
- Pharmaprodukte

## Tochtergesellschaften/Beteiligungen
- SCS GmbH
- SCT Fuchs GmbH
- SCT Vorndran GmbH
- BEGARAT Vertriebs- und Service GmbH
- Vemag-Seydelmann NL B.V.

## Auszeichnungen
- 2016: Best Image Award von Allgemeiner Fleischer Zeitung (afz) dfv Mediengruppe (Deutscher Fachverlag GmbH), 1. Platz in der Kategorie Kutter in der Fleischwarenindustrie
- 2024: Beste Ausbilder Deutschlands von Capital…
- 2021: Preisträger International FoodTec Award von Deutsche Landwirtschafts-Gesellschaft (DLG) in Silber für RFID cutting sets
- DLG Preise für Produkte des eigenen Kundenzentrums
- SÜFFA Preise für Produkte des eigenen Kundenzentrums

## Mitgliedschaften
- Verband Deutscher Maschinen- und Anlagenbau